# Justin Keeler
Justin Keeler (sinh ngày 17 tháng 4 năm 1978) là một cầu thủ bóng đá người Anh thi đấu ở Football League cho A.F.C. Bournemouth.